# FK Ibar Rožaje
FK Ibar Rožaje este un club de fotbal din Muntenegru.

## Lotul actual
| Nr. |            | Poziție | Jucător          |
| --- | ---------- | ------- | ---------------- |
|     | Muntenegru | P       | Bulatović Miloš  |
|     | Muntenegru | P       | Dacić Nedžad     |
|     | Muntenegru | F       | Pepić Mirnes     |
|     | Muntenegru | F       | Aldin Agović     |
|     | Muntenegru | F       | Elvis Camić      |
|     | Serbia     | F       | Milos Lukovic    |
|     | Muntenegru | F       | Fejzić Jasmin    |
|     | Muntenegru | F       | Šutković Semir   |
|     | Muntenegru | M       | Elvedin Omerović |
|     | Muntenegru | F       | Košuta Damir     |
|     | Muntenegru | M       | Škrijelj Dženis  |
|     | Japonia    | M       | Ryuhei Tomita    |
|     | Muntenegru | M       | Haris Kalač      |
|     | Muntenegru | M       | Ersan Murić      |
|     | Muntenegru | M       | Ervin Murić      |
|     | Serbia     | M       | Avdić Demir      |
|     | Muntenegru | F       | Amer Tahirović   |
|     | Serbia     | M       | Marko Spasojevic |